# Materpiscis

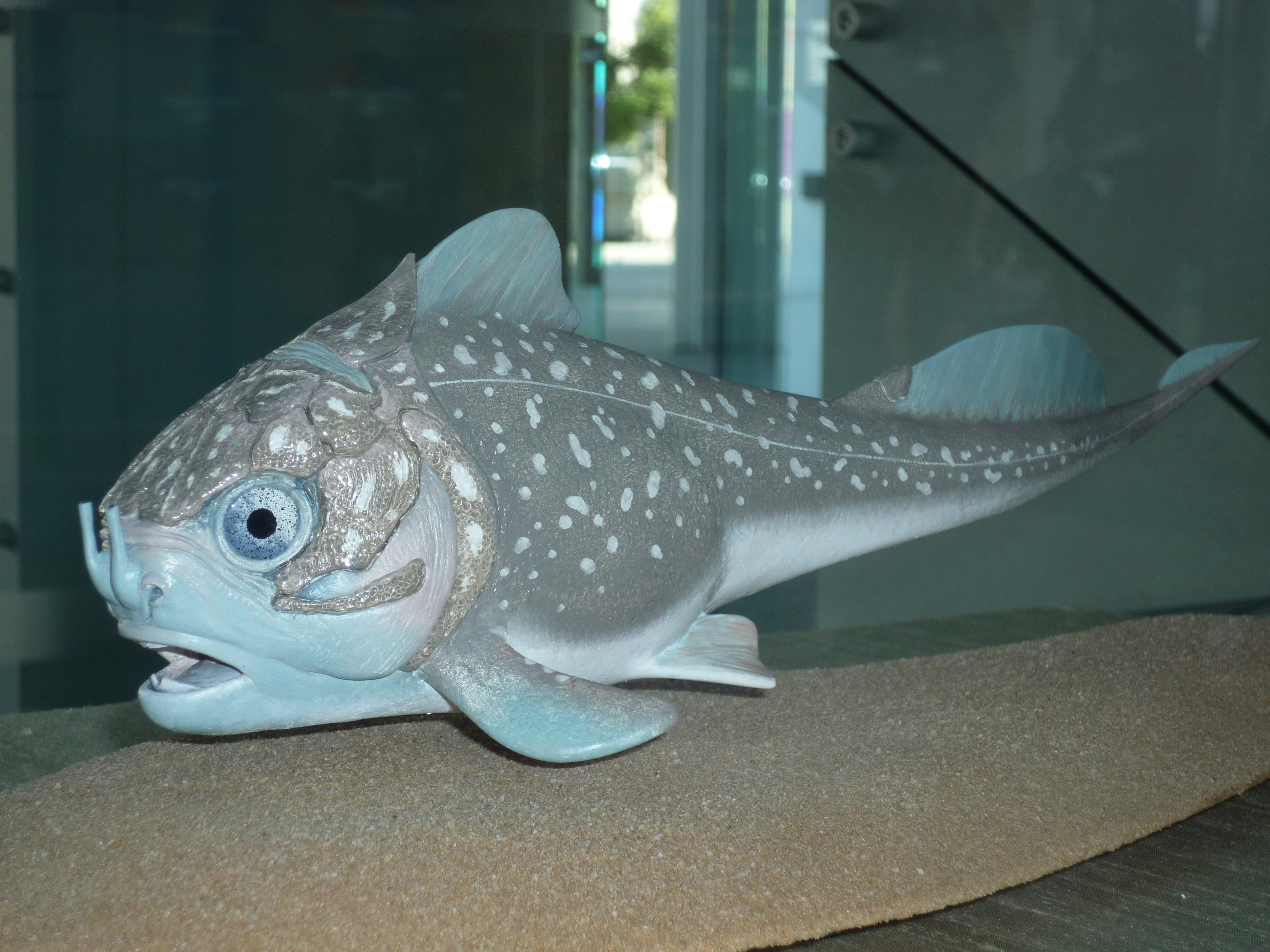
Model Materpiscis w Museum Victoria

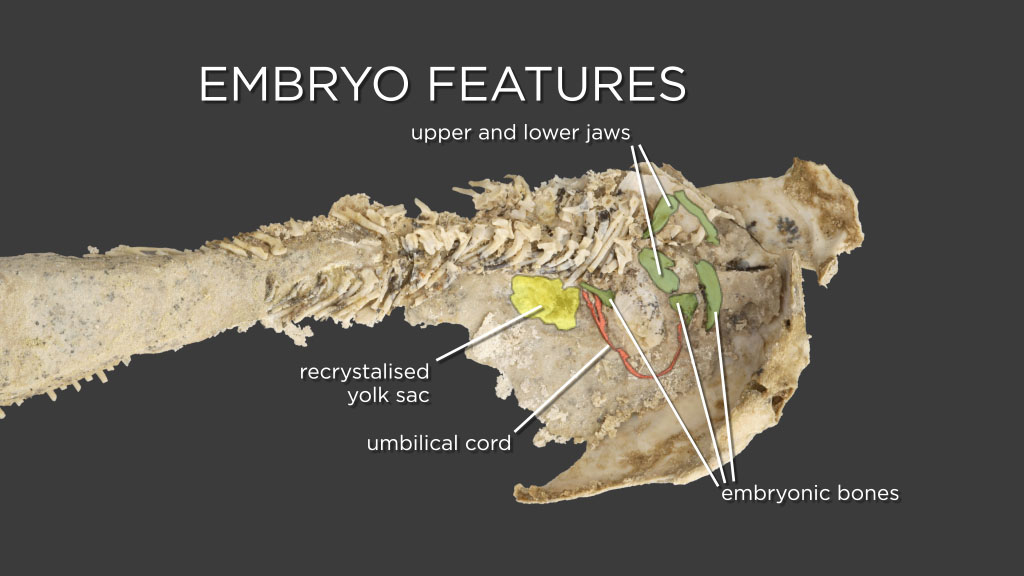
Cechy zarodka Materpiscis

Materpiscis – rodzaj ryby pancernej z rodziny Ptyctodontidae żyjącej w późnym dewonie, około 380 mln lat temu, na terenie dzisiejszej Australii. Znana jest skamieniałość jednego osobnika, unikalna ze względu na zachowane wewnątrz niej szczątki nienarodzonego zarodka oraz łączącą je pępowinę. Materpiscis jest najstarszym znanym żyworodnym kręgowcem.
Skamieniałość Materpiscis attenboroughi została odnaleziona na wyżynie Kimberley w Australii Zachodniej przez Lindsay Thatcher w trakcie prowadzonej przez Johna Longa z Museum Victoria ekspedycji do formacji Gogo w 2005. Zachowała się w skałach wapiennych, które zostały rozpuszczone kwasem octowym, by odsłonić skamieniałość.
Badanie części ogona Materpiscis doprowadziło do odkrycia częściowo zachowanego zarodka i zmineralizowanej pępowiny. Zespół ogłosił odkrycie w 2008. Gatunek został nazwany Materpiscis attenboroughi na cześć Davida Attenborough, który w serii programów telewizyjnych Life on Earth z 1979 zwrócił uwagę na znaczenie stanowisk ryb kopalnych w formacji Gogo.
Materpiscis osiągała długość około 25–30 cm i miała potężne płaskie zęby służące do miażdżenia zdobyczy takiej jak małże i koralowce.
Ptyctodontia to jedyna grupa ryb pancernych, u której przedstawicieli występował dymorfizm płciowy – samce miały obejmujące narządy płciowe, podczas gdy samice gładkie płetwy brzuszne. Przez długi czas podejrzewano, że ryby te rozmnażały się wykorzystując zapłodnienie wewnętrzne, a odnalezienie skamieniałych zarodków u Materpiscis i podobnego rodzaju pochodzącego z Gogo, Austroptyctodus, dowiodły prawdziwości tych podejrzeń.